# Iona (Schiff, 2020)
Die Iona ist ein im Jahr 2020 fertiggestelltes Kreuzfahrtschiff der britischen Reederei P&O Cruises. Das Schiff der XL-Klasse ist mit 184.089 BRZ vermessen und damit das größte Schiff von P&O Cruises. Es handelte sich um das größte bis dahin in Deutschland gebaute Kreuzfahrtschiff.

## Geschichte
Nachdem die Carnival Corporation & plc 2015 bereits vier Schiffe bei der Meyer-Werft und Meyer Turku mit Ablieferung von 2019 bis 2022 bestellt hatte, wurden im September 2016 drei weitere Schiffe für P&O Cruises und Carnival Cruise Line mit Ablieferung in den Jahren 2020 und 2022 bestellt, darunter auch die Iona.
Der Bau des Schiffes begann am 25. April 2018. Die Maschinenraumsektion wurde auf der Neptun-Werft gebaut und im Februar/März 2019 nach Papenburg überführt. Im Zuge der Baustrategie der Meyer-Werft wurde eine 140 Meter lange Sektion am 24. Mai 2019 ausgedockt und im August 2019 nach dem Ausdocken der Norwegian Encore wieder eingedockt.
Im Mai 2019 wurde der Name Iona bekanntgegeben, nachdem P&O Cruises für die Namensgebung zu einem Wettbewerb aufgerufen hatte. Der Name wurde aus etwa 30.000 Vorschlägen ausgewählt. Benannt ist das Schiff nach der schottischen Insel Iona.
Die Kiellegung erfolgte am 29. Mai 2019 auf der Meyer-Werft in Papenburg. Das Ausdocken und das Verlegen an den Ausrüstungskai erfolgte in der Nacht auf den 14. Februar 2020.
Am 18./19. März 2020 wurde das Schiff mithilfe des Emssperrwerks über die Ems in die Nordsee überführt. Nachdem sich dies in der Vergangenheit zu einem Publikumsmagneten entwickelt hatte, erließ der Landkreis Leer aufgrund der Coronavirus-Pandemie eine Allgemeinverfügung gemäß §§ 35  ff. VwVfG i. V. m. § 1 Abs. 1 NVwVfG, welche Menschenansammlungen untersagte. Auch die Meyer Werft forderte mögliche Schaulustige auf, fernzubleiben. Zur Überführung des Schiffes wurde das Emssperrwerk gegen 7:00 Uhr des 18. März geschlossen, um einen Wasserstand von 2,70 Metern über Normalhöhennull herzustellen. Am 19. März gegen 8:30 Uhr passierte das Schiff schließlich das Emssperrwerk.
Nach ersten Tests traf die Iona am 20. März 2020 in Bremerhaven ein. Die Erprobung auf See und der Innenausbau wurden aufgrund der Coronavirus-Pandemie ausgesetzt, um die Gesundheit der Mitarbeiter zu gewährleisten. Allerdings verweigerten die Behörden den Mitarbeitern zunächst das Verlassen des Schiffes. Vom 2. bis zum 9. Juni lag die Iona in Rotterdam für abschließende Inspektionsarbeiten im Trockendock.
Das Schiff sollte ursprünglich im Mai 2020 abgeliefert werden, verzögerte sich jedoch aufgrund der COVID-19-Pandemie mehrfach. Die Ablieferung an die Reederei erfolgte am 9. Oktober 2020. Im Mai 2021 wurde die Iona in Southampton getauft. Die Jungfernfahrt begann am 7. August 2021 in Southampton.
Die Baukosten beliefen sich auf etwa 950 Mio. US-Dollar.
Am 24. Oktober 2023 beteiligte sich die Iona an der Rettungsaktion nach dem Untergang des Frachtschiffes Verity vor Helgoland.

## Ausstattung
Die Iona umfasst 17 Passagierdecks und bietet in 2600 Kabinen Platz für rund 5200 Gäste. Sie verfügt über ein verglastes „Grand Atrium“, das sich über drei Decks erstreckt. An Bord stehen den Passagieren zwölf Restaurants zur Verfügung, davon fünf Spezialitätenrestaurants, sowie mehrere Bars. Außerdem ist die Iona mit vier Swimming-Pools und 18 Whirlpools ausgestattet.

## Technik
Die Iona ist das dritte Schiff der Helios-Klasse, wovon im Jahr 2022 mit der Arvia ein weiteres Schiff für P&O Cruises abgeliefert wurde. Die Schiffe können mit Flüssigerdgas betrieben werden. Für P&O Cruises ist es das erste Schiff mit dieser Technik.